# Olivia Richard
Olivia Richard, née le 22 février 1977, est une femme politique française. Elle est sénatrice représentant les Français établis hors de France depuis 2023.

## Biographie
Olivia Richard a fait des études de droit public et science politique à l'université Panthéon-Assas (Partis-II).
Collaboratrice parlementaire au Sénat depuis 2001, Olivia Richard a travaillé avec Robert del Picchia et Olivier Cadic.
Déjà candidate en 2011 et 2021, elle est tête de liste aux élections sénatoriales en 2023. Sa candidature soulève des oppositions de la part de collaborateurs parlementaires sénatoriaux. Notamment de son ancienne collègue et ex-collaboratrice de del Picchia, Laurence de Saint-Sernin, qui, dans une lettre ouverte adressée au président du Sénat Gérard Larcher en septembre 2023, pointe la procédure judicaire contre Robert del Picchia pour des « faits présumés de détournement de fonds publics, de recel de cette infraction et d’emploi fictif concernant le recrutement en 2013 dans son équipe parlementaire du conjoint d’Olivia Richard, pour la remplacer durant son congé maternité ».
Le 24 septembre 2023, elle est élue sénatrice des Français établis hors de France avec 57 voix, soit 10,94% des suffrages exprimés.